# Vũ Như Tô (kịch)
Vũ Như Tô là vở bi kịch lịch sử năm hồi viết về một sự kiện xảy ra ở Thăng Long khoảng năm 1516 - 1517, dưới triều Lê Tương Dực. Đây là vở kịch đỉnh cao trong sự nghiệp sáng tác của Nguyễn Huy Tưởng và là một tác phẩm kinh điển của sân khấu Việt Nam.

## Lịch sử ra đời
Tác phẩm được Nguyễn Huy Tưởng viết xong vào mùa hè năm 1941. Từ vở kịch ba hồi đăng trên tạp chí Tri tân năm 1943 - 1944, được sự góp ý của nhiều nhà văn tiến bộ, Nguyễn Huy Tưởng đã sửa lại thành vở kịch năm hồi.

## Tóm tắt tác phẩm

### Hồi thứ nhất
Vũ Như Tô, một kiến trúc sư thiên tài, bị hôn quân Lê Tương Dực bắt xây dựng Cửu Trùng đài để làm nơi hưởng lạc, vui chơi với các cung nữ. Vốn là một nghệ sĩ chân chính, gắn bó với nhân dân, cho nên mặc dù bị Lê Tương Dực dọa giết, Vũ Như Tô vẫn ngang nhiên chửi mắng tên hôn quân và kiên quyết từ chối xây Cửu Trùng đài.

### Hồi thứ hai
Đan Thiềm, một cung nữ của nhà vua cũng là tri kỷ của Vũ Như Tô đã thuyết phục Vũ Như Tô chấp nhận yêu cầu của Lê Tương Dực, lợi dụng quyền thế và tiền bạc của hắn, trổ hết tài năng để xây dựng cho đất nước một toà lâu đài vĩ đại "bền như trăng sao", có thể "tranh tinh xảo với hoá công" để cho dân ta nghìn thu còn hãnh diện.

### Hồi thứ ba
Theo lời khuyên, Vũ Như Tô đã thay đổi thái độ, chấp nhận xây Cửu Trùng đài. Từ đó, ông dồn hết tâm trí và bằng mọi giá xây dựng toà đài sao cho thật hùng vĩ, tráng lệ.

### Hồi thứ tư
Ông đã vô tình gây biết bao tai hoạ cho nhân dân: Để xây dựng Cửu Trùng đài, triều đình ra lệnh tăng thêm sưu thuế, bắt thêm thợ giỏi, tróc nã, hành hạ những người chống đối. Dân căm phẫn vua làm cho dân cùng, nước kiệt; thợ oán Vũ Như Tô bởi nhiều người chết vì tai nạn, vì ông cho chém những kẻ chạy trốn. Công cuộc xây dựng càng gần kề thành công thì mâu thuẫn giữa tập đoàn thống trị sống xa hoa, truỵ lạc với tầng lớp nhân dân nghèo khổ, giữa Vũ Như Tô với những người thợ lành nghề và người dân lao động mà ông hằng yêu mến càng căng thẳng, gay gắt.

### Hồi thứ năm
Lợi dụng tình hình rối ren và mâu thuẫn ấy, Quận công Trịnh Duy Sản - kẻ cầm đầu phe đối lập trong triều đình đã dấy binh nổi loạn, lôi kéo thợ làm phản, giết Lê Tương Dực, Vũ Như Tô, Đan Thiềm. Cửu Trùng đài bị chính những người thợ nổi loạn đập phá, thiêu hủy.